# Herman Sällvin
Herman Andreas Sällvin, född 27 april 1864 i Hudiksvall, död 8 september 1935 i Sundsvall, var en svensk journalist.
Han var son till polisöverkonstapel Anders Sällvin och Sigrid Katarina Åhsman. Mellan 1872 och 1878 var han elev vid Hudiksvall allmänna läroverk, 1878–1883 vid Östersunds allmänna läroverk och han tog studentexamen 1883. Samma år blev han medarbetare i  Östersunds-Posten , 1884 vid Jämtlands Tidning , 1884–1885 vid Aftonbladet och ånyo vid Jämtlands Tidning 1885–1887 var han verkade som redaktör 1886–1888. Redaktionssekreterare var han för Sundsvalls-Posten 1886–1894, redaktör och ansvarig utgivare 1894–1933.
Han var gift med Anna Bylund, dotter till en hamnkapten i Sundsvall och far till Eric Sällvin.
Herman Sällvin hade många uppdrag, exempelvis var han föreståndare för Svenska Telegrambyråns filial i Sundsvall 1894–1897, ledamot av Publicistklubbens styrelse från 1917, ordförande i Norrlandspressens förtroenderåd 1919–1926 och Nordsvenska pressföreningen 1905–1910 och ånyo 1917–1935. Han var även delegat vid nordiska och internationella presskonferenser.
Han var även politiskt verksam, medlem av Medelpads moderata valmansförbund och satt i Sundsvalls stadsfullmäktige 1909–1924, och var ordförande i stadsfullmäktiges valutskott 1921–1924.
Han var även styrelseledamot i Medelpads fornminnesförening, Föreningen för Sundsvallsortens försvar, Sundsvalls Teater AB och Boktryckeri AB i Sundsvall.